# اوچ‌کویو (سلطان‌داغی)
اوچ‌کویو (به ترکی استانبولی: Üçkuyu) یک منطقهٔ مسکونی در ترکیه است که در سلطان‌داغی واقع شده‌است.